# Stylogyne nigricans
Stylogyne nigricans (A.DC.) Mez – gatunek roślin z rodziny pierwiosnkowatych (Primulaceae). Występuje naturalnie w Wenezueli, Kolumbii, Ekwadorze, Peru oraz Brazylii (w stanie Amazonas). 

## Morfologia
PokrójZimozielony krzew dorastający do 2–8 m wysokości.
LiścieBlaszka liściowa ma eliptyczny kształt. Mierzy 14 cm długości oraz 5,5 cm szerokości, jest całobrzega, ma ostrokątną nasadę i spiczasty wierzchołek. Ogonek liściowy jest nagi i ma 10 mm długości.
KwiatyZebrane w wierzchotkach wyrastających na szczytach pędów. Mają 4 działki kielicha o owalnym kształcie i dorastające do 1–2 mm długości. Płatki są 4, o owalnym kształcie i mają białą barwę oraz 4 mm długości.
OwocPestkowce mierzące 7-8 mm średnicy, o kulistym kształcie i czerwonej barwie.

## Biologia i ekologia
Rośnie w wilgotnym lesie równikowym. 